# Mortier (contre-torpilleur)
Pour les articles homonymes, voir Mortier.
Le Mortier est l’un des treize contre-torpilleurs de classe Claymore construits pour la marine française dans la première décennie du XXe siècle.

## Carrière
Le Mortier a été commandé le 5 août 1903 et a été mis en chantier le 12 septembre 1904 à l’Arsenal de Rochefort. Le navire a été lancé le 23 mars 1906. Après son achèvement, en janvier 1908, il a été affecté à l’escadre du Nord. Il resta dans cette unité quand elle fut rebaptisée 3e Escadre en mars 1908, mais fut transféré en Méditerranée en janvier 1910. Le Mortier est affecté en 1911 à la flottille de torpilleurs d’Oran en Algérie française et y reste jusqu’à ce qu’il soit transféré à la 4e escadrille de torpilleurs de la 1ère armée navale en 1912.
Après le début de la Première Guerre mondiale en août 1914, les 1ère, 4e et 5e flottilles de contre-torpilleurs sont chargées d’escorter le gros de la 1ère armée navale tandis que les 2e, 3e et 6e flottilles escortent les croiseurs cuirassés de la 2e escadre légère et deux croiseurs britanniques pendant les phases préliminaires de la bataille d'Antivari le 16 août. Après avoir réuni les deux groupes et repéré le croiseur protégé austro-hongrois SMS Zenta et le destroyer SMS Ulan, les contre-torpilleurs français ne jouèrent aucun rôle dans le naufrage du croiseur, bien que la 4e flottille ait été envoyée à la poursuite infructueuse du Ulan. Après avoir brisé le blocus austro-hongrois d’Antivari (aujourd’hui connu sous le nom de Bar), le vice-amiral Augustin Boué de Lapeyrère, commandant de la 1ère armée navale, décida de transporter des troupes et des fournitures jusqu’au port, escorté par la 2e escadrille légère et les 1re et 6e flottilles de contre-torpilleurs pendant que le reste de la 1ère armée navale bombardait le 1er septembre la base navale austro-hongroise de Cattaro, au Monténégro. Quatre jours plus tard, la flotte assure l’évacuation de Danilo, prince héritier du Monténégro, vers l’île grecque de Corfou. La flottille escorte plusieurs petits convois chargés de fournitures et d’équipements jusqu’à Antivari, à partir d’octobre et jusqu’à la fin de l’année, toujours couverts par les plus grands navires de l’armée navale dans des tentatives futiles d’attirer la flotte austro-hongroise dans la bataille. 
En octobre 1915, le Mortier et le contre-torpilleur Hache soutiennent les cuirassés pré-dreadnought Saint Louis et Charlemagne alors qu’ils couvrent le débarquement des troupes françaises à Salonique, en Grèce. Le Mortier a été en réparation de janvier à mai 1916 en Algérie, puis à nouveau à Toulon de janvier à mai 1917. Il était l’un des cinq contre-torpilleurs qui escortèrent en septembre 1917 le Charlemagne depuis Bizerte, en Tunisie française, jusqu’à Toulon. Le Mortier sert dans la Division des patrouilles de Provence de 1917 à juin 1919, puis est affecté à l’École des torpilleurs jusqu’en octobre 1923. Le navire a été rayé du registre naval le 30 mars 1927 et vendu à la ferraille le 26 octobre.